# Сурис, Георгиос

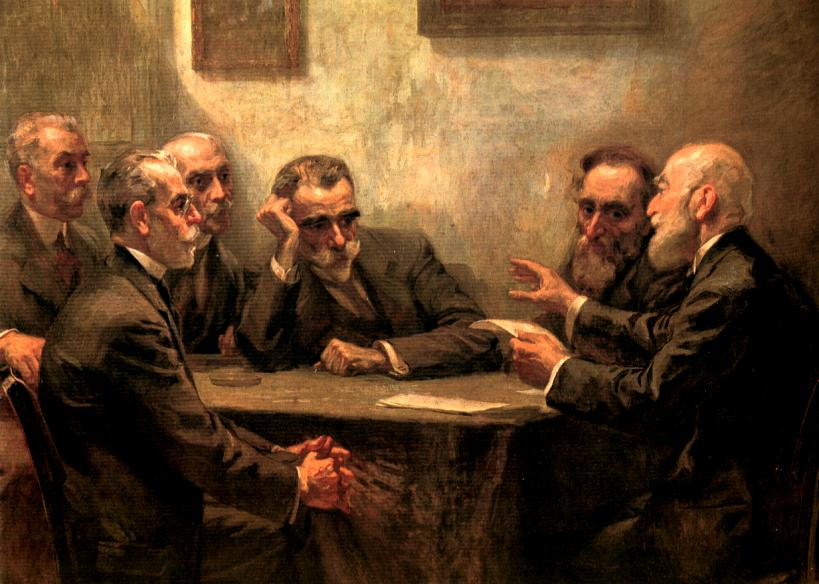
Худ. Ройлос, Георгиос. Члены новой афинской школы поэзии Стратигис, Дросинис, Полемис, Паламас, Сурис (второй справа), Провеленгиос

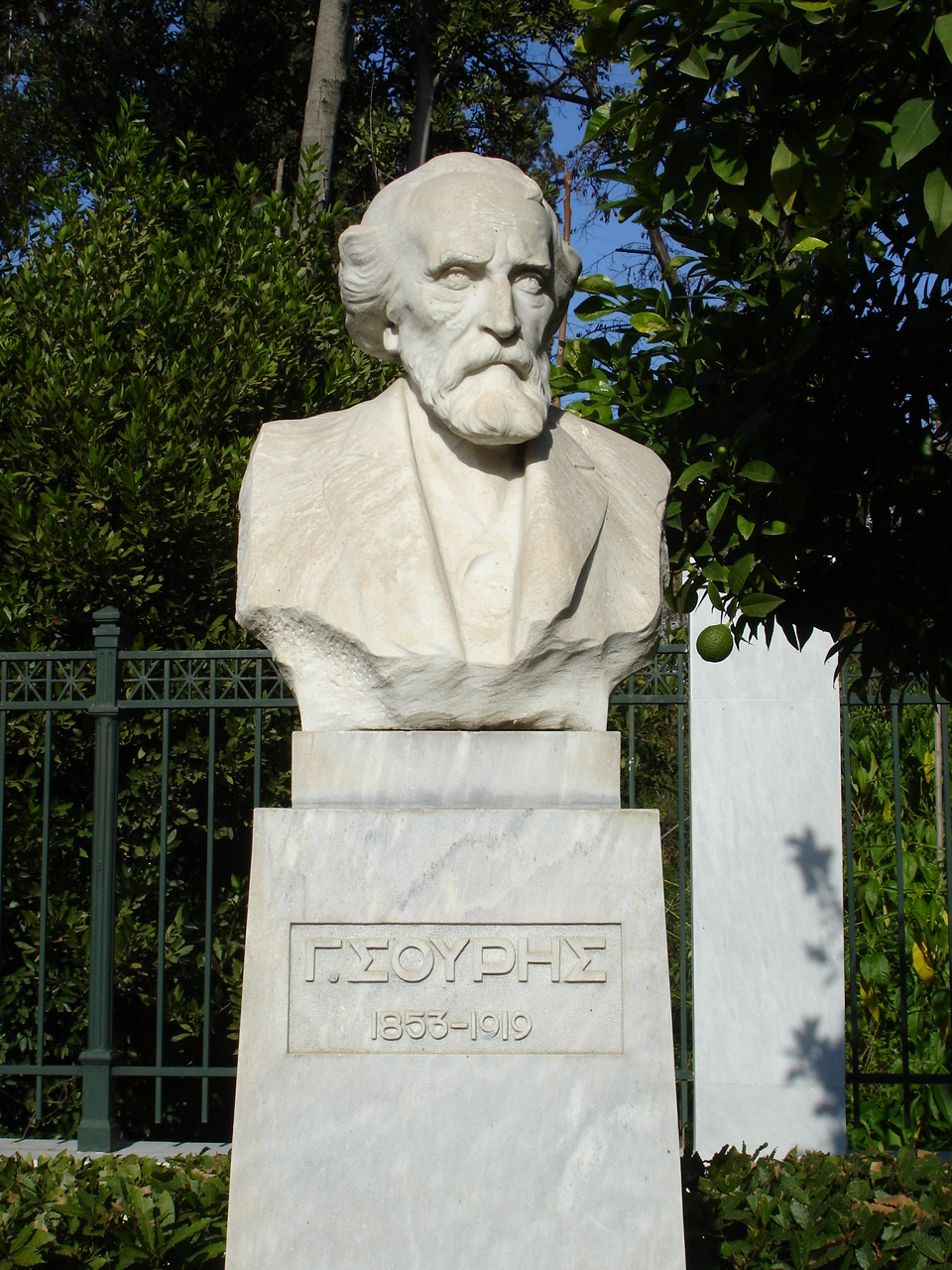
Бюст Г. Суриса в Афинах

Георгиос Сурис (греч.  Γεώργιος Σουρη̃ς; 2 февраля 1853, Эрмуполис на о. Сирос — 26 августа 1919, Афины) — новогреческий поэт-сатирик, драматург и публицист. Представитель Новой Афинской школы поэзии.

## Биография
Сын богатого торговца. Обучался на филологическом отделении философского факультета Афинского университета. После банкротства отца оставил учёбу и зарабатывал на жизнь, давая уроки, работал журналистом.

## Творчество
Один из самых видных сатирических поэтов Греции. Современники называли Г. Суриса «Современным Аристофаном».
Дебютировал в 1853 г., опубликовав первое своё произведение в стихах в еженедельном сатирическом журнале.
В 1876 опубликовал первый сборник стихов «Мои песни» (Τὰ τραγούδια μου), в 1880 — сборник «Карнавальные» (’Αποκρηάτικα - карнавальные празднества перед Великим постом). В сборнике «Восточный вопрос» (Τὸ ’Ανατολικόν ζήτημα) высмеивал греческих дипломатов, торгующих своей страной на международных конгрессах.
В одноактных комедиях и фарсах «Эпидемия» (’Επιδημία, 1881), «Периферия» (Περιφέρεια, 1886) критиковал консервативные обычаи Греции; той же теме посвящено его сатирическое произведение «Дон Жуан». В комедии «У него нет необходимых данных» (Δέν ἔχει τὰ Προσόντα, 1885) разоблачал взяточничество и политическую коррупцию.
Большой успех имел вольный пересказ с современным подтекстом комедии «Облака» Аристофана, поставленной на сцене Народного театра в Афинах в 1910 году.
В 1882—1887 вышло 4-томное собрание стихов поэта. В 1891 и 1902 издана книга «Фасулис философ» (‘Ο Φασουλη̃ς φιλόσοφος, т. 1—2), главный герой которой — комический персонаж, олицетворяющий «среднего» грека.